# Richnovszky Sándor
Richnovszky Sándor (1947 – 2013. szeptember 29.) magyar ejtőernyős sportoló, oktató, repülésirányító.

## Életpálya
Első ugrása 1962. június 16-án Dunaújvárosban 14,5 évesen egy An–2-es repülőgépből, Hess Ákos által tervezett M–51 típusú ernyővel. 1965-1967 között ejtőernyős felderítő katona volt. Utolsó ugrását is Dunaújvárosban, An–2 repülőgépből UT–15 típusú ernyővel 1981. június 4-én a repülőnapon végezte, ahol megjelentek Magyari Béla és Farkas Bertalan űrhajósok. 656 ugrást hajtott végre különböző magasságokból 500és 4200 méter között. 21 ejtőernyő típusra, 3 merev szárnyú és 5 forgószárnyú repülőre volt jogosultsága, magassági korlátozás nélkül. 1995-től repülő és ejtőernyős hagyományokat őriz, ápol. 2011. június 18-án újrakezdte az ejtőernyőzést. III. osztályú repülés irányítói szakszolgálati engedéllyel rendelkezik.

## Sporteredmények
Számos területi versenyen ért el dobogós helyezést. Nyert nemzeti utánpótlás bajnokságot, Magyar Népköztársaság Kupa Bajnokságot és volt a Magyar Nemzeti Bajnokság második helyezettje. Tagja volt az Ejtőernyős Béke Kupa vándordíjat véglegesen elnyerő csapatnak.
1979. augusztus 31-én Mészáros György ejtőernyős társával az Alba Regia nevű HA-802 lajstrom jelű hőlégballonból 1240 méter magasságból hajtottak végre ugrást. A hőlégballon készítésében tevékeny részt vállalt, mint az Magyar Honvédelmi Szövetség (MHSZ) Ejtőernyő Javító Műhely akkori ejtőernyős technikusa.

## Sportvezető
2002-től a Veterán Repülők és Ejtőernyősök Fejér Megyei Egyesületének   elnöke.

## Szakmai sikerek
Aranykoszorús kétgyémántos (64. sorszám) ejtőernyős.